# SZD-39 Cobra 17
SZD-39 Cobra 17 – polski, jednomiejscowy, szybowiec wyczynowy klasy standard, konstrukcji mieszanej drewniano-laminatowej. Zaprojektowany w Zakładzie Doświadczalnym Rozwoju i Budowy Szybowców w Bielsku-Białej.

## Historia
Władysław Okarmus na bazie szybowca SZD-36 Cobra 15 przygotował projekt szybowca przewidziany do startu w Mistrzostwa Świata w Marfie (USA) w 1970 r. Od pierwowzoru różnił się zwiększaną rozpiętością skrzydeł i możliwością zabierania 60 litrów balastu wodnego. 
Prototyp został oblatany 17 marca 1970 r. na lotnisku w Bielsku przez Jerzego Śmielkiewicza.
Łącznie zbudowano dwa egzemplarze – SP-2539 (nr fabryczny W-476) i SP-2540 (nr fabryczny W-477). Na jednym z nich Edward Makula podczas Szybowcowych Mistrzostw Świata w Marfie zajął 5 miejsce.

## Konstrukcja
Jednomiejscowy grzbietopłat o konstrukcji mieszanej drewniano-laminatowej.
Kadłub półskorupowy o konstrukcji drewnianej, w części przedniej i na elementach nierozwijalnych z pokryciem z laminatu. Zaczep do lotów holowanych i startu za wyciągarką w dolnej części kadłuba. Osłona kabiny jednoczęściowa, odsuwana do przodu.
Skrzydło dwudzielne, o obrysie trapezowym, konstrukcji półskorupowej, dwudźwigarowe. Wyposażone w lotki, zbiorniki balastu wodnego oraz hamulce aerodynamiczne na górnej i dolnej powierzchni skrzydła.
Usterzenie w układzie T. Usterzenie kierunku z charakterystycznym skosem; konstrukcja steru drewniano-laminatowa, kryta płótnem. Stery wysokości płytowe.
Podwozie jednotorowe: główne chowane w locie, płoza tylna metalowa.